# فريدريكا أمالي أميرة الدنمارك
فريدريكا أماليا أميرة الدنمارك (الدنماركية:Frederikke Amalie af Danmark؛ 11 أبريل 1649 - 30 أكتوبر 1704)؛ كانت ابنة الثانية لوالديها فريدريك الثالث ملك الدنمارك والنرويج وزوجته صوفي أمالي من براونشفايغ-لونبورغ، ودوقة هولشتاين-غوتورب بصفتها زوجة الدوق كريستيان ألبرشت.

## السيرة الذاتية
فريدريكا أمالي هي ابنة الملك فريدريك الثالث ملك الدنمارك والنرويج وزوجته صوفي أمالي من براونشفايغ-لونيبورغ، تم تتويج والدها ملكًا في 23 نوفمبر 1648، أي قبل خمسة أشهر من ولادتها.
تزوجت بقلعة غلوكسبورغ في 24 أكتوبر 1667 من الدوق كريستيان ألبرشت من هولشتاين-غوتورب كجزء من معاهدة السلام بين الدنمارك وهولشتاين-غوتورب، لكن الأطراف المعادية استمرت في القتال، لم يكن الزواج سعيدًا، حيث عانت فريدريكا أماليا في كثير من الأحيان من الخلافات المتكررة بين شقيقها كريستيان الخامس ملك الدنمارك والنرويج وزوجها، وبحسب ما ورد كان من المعروف أنها تعرضت للعنف من قبل زوجها، بينما أعطتها العائلة المالكة الدنماركية جميع أنواع الامتيازات الشخصية والمودة.
قام الزوجان بزيارة أختها الملكة السويدية أولريكا إليونورا، بحيث ألهمت زياراتها للسويد الحفلات والاحتفالات الكبيرة في البلاط السويدي الصارم، وكانت محل تقدير كبير، أصبحت أرملة في عام 1695، وبما أن أبنائها كانوا أيضًا معارضين للدنمارك، فقد استمر الصراع بين الدنمارك وهولشتاين-غوتورب في وضعها في موقف صعب أيضًا كأرملة؛ عندما توفيت في مقر إقامتها في كيل عام 1704، كاد الصراع بين هولشتاين-غوتورب والدنمارك حول الطريقة الصحيحة لقرع الأجراس في جنازتها أن يثير الحرب بين الدولتين.

## الذرية
أنجبت له:-

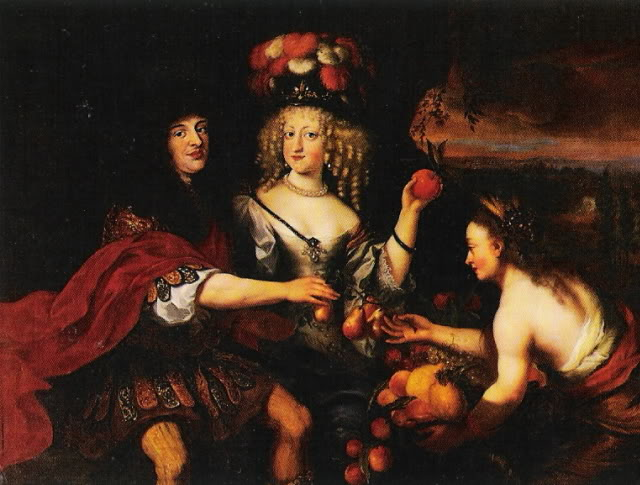
الدوقة مع زوجها أثناء الزفاف.

1. صوفي أمالي (19 يناير 1670 - 27 فبراير 1710)؛ تزوجت في 7 يوليو 1695 من الأمير أوغست فيلهلم، دوق بروانشفايغ-فولفنبوتل، ليس لديهم ذرية.
2. فريدرش الرابع دوق هولشتاين-غوتورب (18 أكتوبر 1671 - 19 يوليو 1702)؛ الجد الأكبر لجميع الأباطرة الروس بعد كاثرين الثانية.
3. الدوق كريستيان أوغست أمير أويتين (11 يناير 1673 - 24 أبريل 1726)؛ أسس ابنه الأكبر على قيد الحياة سلالة الحاكمة في السويد-فنلندا، في حين ابنه الأخر أصبح دوق أولدنبورغ، كذلك هو جد كاثرين الثانية.
4. ماري إليزابيث (21 مارس 1678 - 17 يوليو 1755)، رئيسة دير كيدلينبرغ.